# Shire of Perenjori
Shire of Perenjori is een lokaal bestuursgebied (LGA) in de regio Mid West in West-Australië. Shire of Perenjori telde 629 inwoners in 2021. De hoofdplaats is Perenjori.

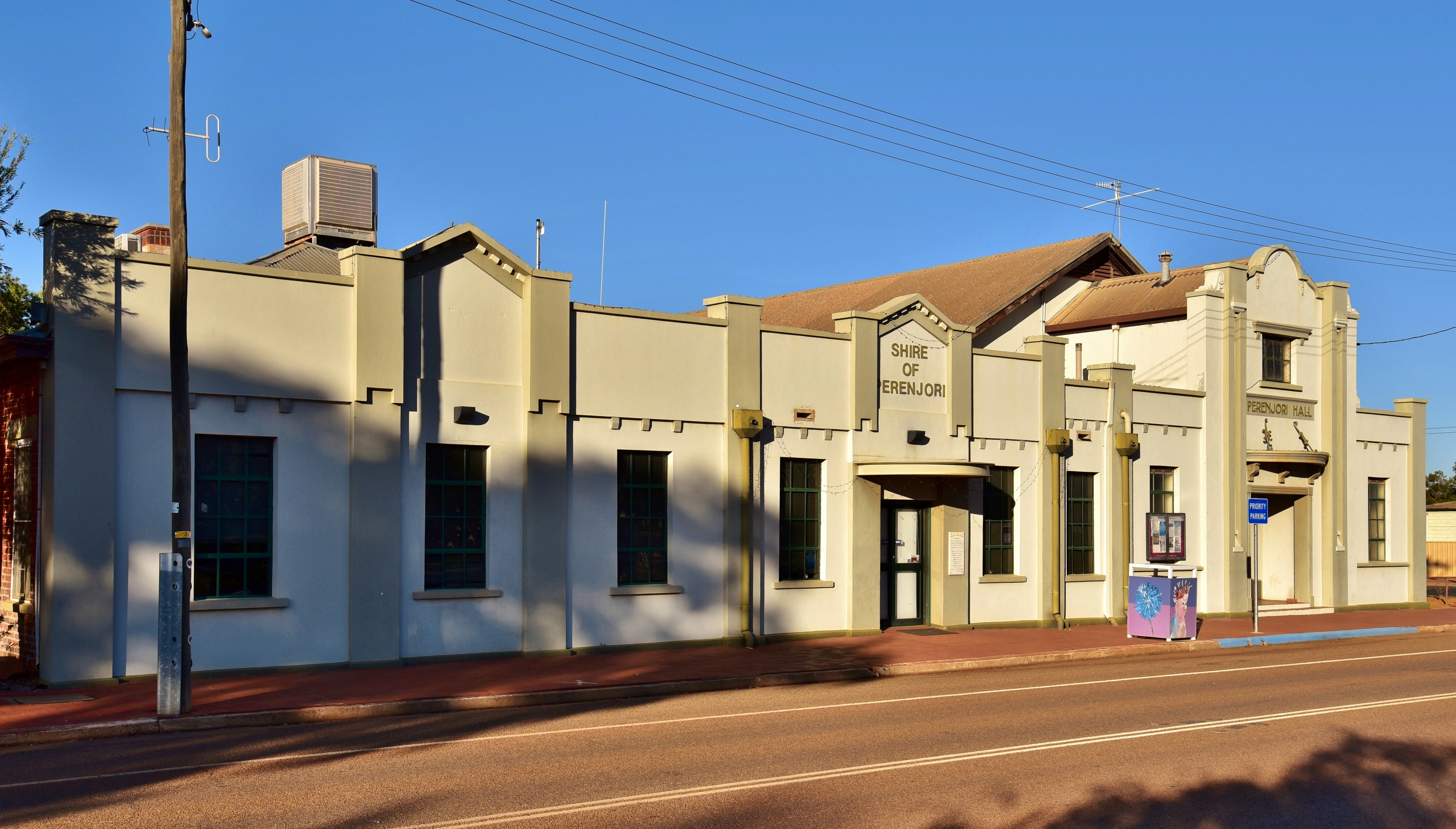
Districtskantoren Shire of Perenjori

## Geschiedenis
Op 2 juni 1916 werd het 'Perenjori-Morawa Road District' opgericht. Op 27 april 1928 veranderde de naam van het district in het 'Perenjori Road District'. Ten gevolge de 'Local Government Act' van 1960 veranderde het district weer van naam en werd op 23 juni 1961 de 'Shire of Perenjori'.

## Beschrijving
'Shire of Perenjori' is een landbouwdistrict in de regio Mid West. De hoofdplaats is Perenjori. Het district is ongeveer 8.600 km² groot en 350 kilometer ten noordnoordoosten van de West-Australische hoofdstad Perth gelegen. De belangrijkste economische sectoren zijn de mijnindustrie en de landbouw.
Het district telde 629 inwoners in 2021, tegenover 609 in 2001. Minder dan 5 % van de bevolking is van inheemse afkomst.

## Plaatsen, dorpen en lokaliteiten
- Perenjori
- Bowgada
- Bunjil
- Caron
- Latham
- Maya
- Rothsay
- Warriedar